# Cirrhilabrus bathyphilus
Cirrhilabrus bathyphilus là một loài cá biển thuộc chi Cirrhilabrus trong họ Cá bàng chài. Loài này được mô tả lần đầu tiên vào năm 2002.

## Từ nguyên
Từ định danh bathyphilus được ghép bởi hai âm tiết trong tiếng Hy Lạp cổ đại: bathús (βαθύς, "sâu thẳm") và phílos (φίλος, "yêu thích"), hàm ý đề cập đến việc các mẫu phụ chuẩn (paratype) của loài cá này được tìm thấy ở vùng nước sâu tại quần đảo Chesterfield.

## Phạm vi phân bố và môi trường sống
C. bathyphilus là một loài đặc hữu của biển San Hô, được biết đến tại rạn san hô Holmes (Úc) và quần đảo Chesterfield (Nouvelle-Calédonie). Mẫu định danh của C. bathyphilus được thu thập tại Holmes ở độ sâu khoảng 6–8 m, nhưng các mẫu phụ ở Chesterfield lại được thu thập ở độ sâu khoảng 60–217 m. Tuy nhiên, C. bathyphilus cũng đã được ghi nhận ở đảo Tanna, cực nam của Vanuatu.

## Mô tả
Chiều dài lớn nhất được ghi nhận ở C. bathyphilus là 7,6 cm. Cá cái có kiểu hình tương tự như những loài trong phức hợp.
Cá đực có màu đỏ tươi, chuyển sang màu cam ở thân sau. Ngực và vùng dưới của đầu màu trắng, chuyển sang màu vàng nhạt ở bụng. Vùng gáy màu đỏ sẫm hơn. Mống mắt đỏ. Vây lưng có màu đỏ tía với một dải cận rìa màu đen, được viền tím ở rìa, phía trước vây lưng có vệt đen. Vây hậu môn màu vàng, viền tím ở rìa. Vây đuôi màu vàng, lốm đốm các vệt màu xanh lam ở nửa ngoài của vây với một dải đen nổi bật ở sát rìa. Vây ngực trong suốt với các tia đỏ và đốm đỏ sẫm ở gốc. Vây bụng màu xanh lục lam.
Cá đực cũng có một vài biến dị kiểu hình: màu đỏ của thân trên có thể thu hẹp thành một vệt sọc ở thân sau. Vào mùa giao phối, cá đực xuất hiện một vùng màu tím hoa cà nhạt ở trên lưng.
Số gai ở vây lưng: 11; Số tia vây ở vây lưng: 9; Số gai ở vây hậu môn: 3; Số tia vây ở vây hậu môn: 9; Số tia vây ở vây ngực: 15; Số gai ở vây bụng: 1; Số tia vây ở vây bụng: 5.

## Phân loại học
C. bathyphilus nằm trong một nhóm phức hợp loài cùng với Cirrhilabrus efatensis và Cirrhilabrus nahackyi, đặc trưng bởi đốm đen ngay trước vây lưng, cơ thể có các tông màu đỏ và cam, cũng như phần gáy sẫm màu hơn phần thân còn lại.

## Thương mại
C. bathyphilus được thu thập trong ngành buôn bán cá cảnh, được bán với giá tối thiểu 250 USD một con tại Hoa Kỳ.